# Mary Higgins Clark

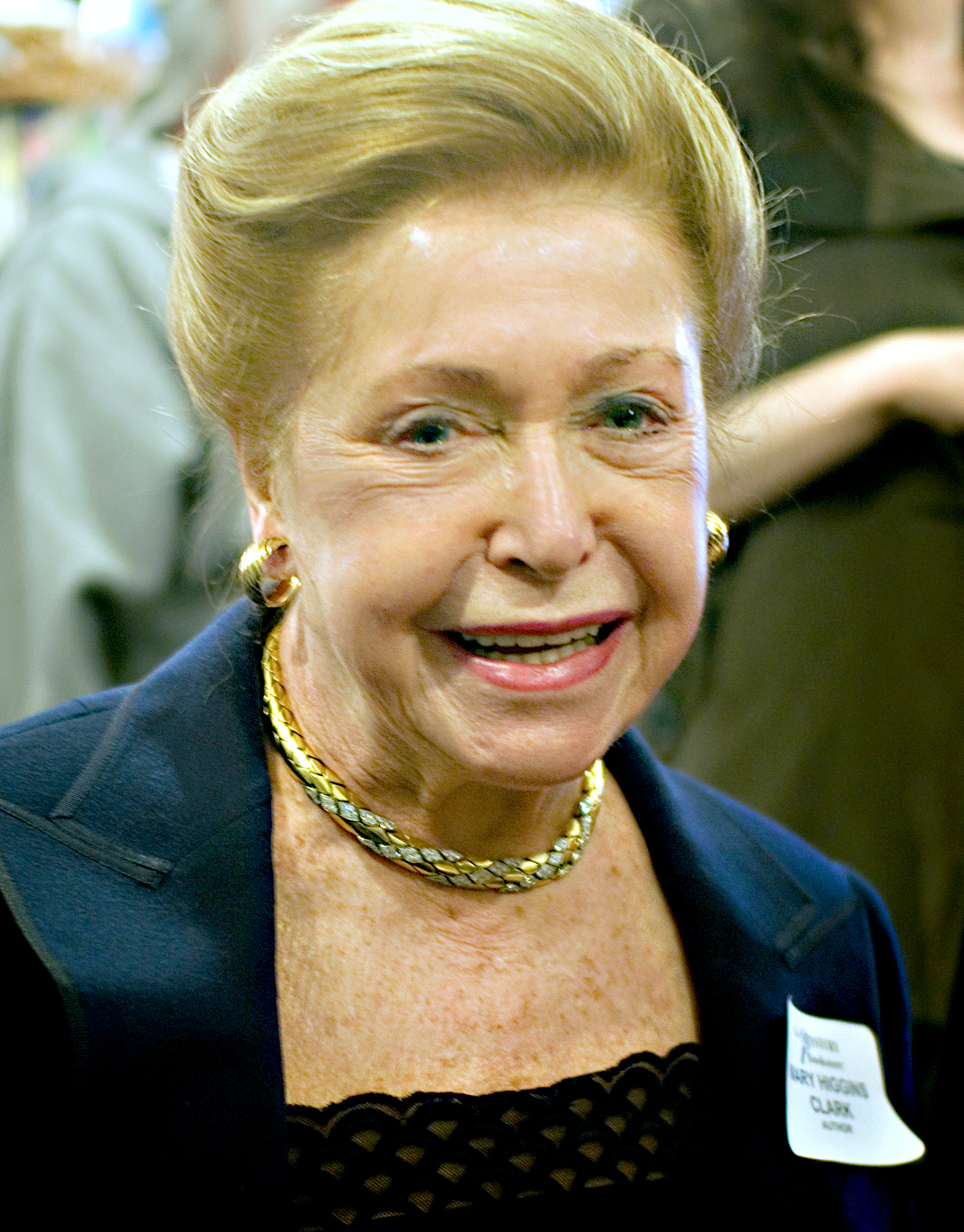

Mary Higgins Clark, volledige naam Mary Theresa Eleanor Higgins (The Bronx, New York, 24 december 1927 - Naples (Florida), 31 januari 2020) was een Amerikaanse schrijfster van misdaadromans. Al haar 42 boeken zijn bestsellers in Amerika en verschillende Europese landen, en worden nog steeds herdrukt. Haar debuut, 'Waar zijn de kinderen', is in de 75ste druk.
Mary Higgins Clark begon al jong met schrijven. Na een aantal jaar als secretaresse en redacteur werkte ze een jaar als stewardess voor PanAm, voordat ze stopte met werken om te trouwen en een gezin te stichten. Ze vulde het gezinsinkomen aan door korte verhalen te schrijven. 
Nadat haar man in 1964 overleed werkte Clark als radio-scriptschrijfster, totdat haar agent haar overhaalde om eens een roman te gaan schrijven. Haar debuutroman Mount Vernon Love Story (1968), een geromantiseerd verhaal over het leven van George Washington, verkocht niet goed, en ze besloot over te gaan op het misdaad/spanning-thema. Haar misdaadromans werden populair en in 2007 zijn er alleen al meer dan 80 miljoen exemplaren van haar boeken verkocht in Amerika.
Haar dochter, Carol Higgins Clark, is ook een misdaadromanschrijfster en ze schreven ook enkele boeken samen.

## Jonge jaren (1927-1945)
Mary Theresa Eleanor Higgins was het tweede kind en enige dochter van de Ierse immigrant Luke Higgins en Nora, die eveneens van Ierse afkomst was. Mary scheelt maar 19 maanden met haar oudste broer, Joseph, en drie jaar met haar jongere broer Johnny. 
Als jong meisje was Mary al erg geïnteresseerd in schrijven. Ze schreef haar eerste gedicht op zesjarige leeftijd en bedacht altijd korte toneelstukjes voor haar vrienden om na te spelen. Toen ze zeven was begon ze met het bijhouden van een dagboek. Haar eerste verslag begon met "Er is niet veel gebeurd vandaag". 
Het gezin leefde redelijk goed van de verdiensten uit hun Ierse pub, ze bezaten een huis in de Bronx én een zomerhuis op Long Island Sound. Hoewel 'de grote depressie' in Amerika begon toen Mary nog een baby was, werd haar familie er niet door getroffen en boden ze iedereen die op hun deur klopte, op zoek naar werk, een maaltijd aan. Maar toen Mary ongeveer 10 jaar oud was begon ook de depressie merkbaar te worden in de financiële middelen van het gezin, doordat veel van hun klanten niet meer in staat waren hun rekeningen te betalen. Mary's vader was gedwongen om meerdere personeelsleden te ontslaan en zelf meer uren te gaan werken waardoor hij maar enkele uren per dag thuis was. Het gezin zakte dieper weg in de problemen toen haar vader overleed.
Nora Higgins, weduwe en moeder van drie jonge kinderen, kwam er al snel achter dat maar weinig werkgevers bereid waren een 52-jarige vrouw, die in geen veertien jaar een baan had gehad, in dienst te nemen. Om toch de rekeningen te kunnen betalen werd de slaapkamer van Mary opgeofferd om te verhuren. 
Zes maanden na hun vaders dood haalde Mary's oudere broer zijn voet open aan een stuk metaal en liep zware osteomyelitis op. Alle buren kwamen massaal om bloed te geven voor de vele transfusies die de jongen nodig had en ondanks de negatieve voorspellingen van de dokters overleefde Joseph Higgins het. Clark schrijft zijn genezing toe aan de kracht van hun geloof.

## Middelbare school
Na haar eindexamen bij Saint Francis Xavier Grammar School ontving Clark een studiebeurs om verder te kunnen leren bij Villa Maria Academy, een school gerund door de nonnen van de Congregation de Notre Dame de Montreal. De rector en de andere leraren moedigden haar aan om haar schrijven verder te ontwikkelen, al waren ze er wat minder blij mee dat ze haar lesuren besteedde aan het schrijven van verhalen in plaats van op te letten. Op haar zestiende deed Mary haar eerste poging een verhaal gepubliceerd te krijgen door het in te sturen naar True Confessions. Het verhaal werd afgekeurd.
Om haar moeder te kunnen helpen de rekeningen te betalen had ze een baantje bij het Shelton Hotel als telefoniste, waar ze vaak meeluisterde naar de gesprekken van de gasten. Op haar vrije dagen hing Mary rond bij winkels waar ze in gedachten alle kleding uitzocht die ze zou dragen als ze een beroemd schrijfster was.
Ondanks Mary's financiële bijdrage aan het gezin en het geld dat haar moeder verdiende met babysitten moesten de Clarks kleiner gaan wonen. Toen Joseph afstudeerde in 1944 meldde hij zich meteen aan bij de marine, om zijn land te dienen maar ook om zijn moeder financieel te kunnen steunen. Zes maanden na zijn aanmelden liep hij meningitis op en overleed. Het gezin rouwde diep om zijn dood, maar als zijn erfgenaam ontving Nora Higgins zijn pensioenuitkering voor de rest van haar leven en had niet langer Mary's hulp nodig om alle rekeningen te kunnen betalen.
Higgins Clark ligt begraven op het Gate of Heaven Cemetery in Hawthorne.